# Sea of Smiling Faces / Please Don’t Turn Out the Lights

## Közreműködők
- Barry Gibb – ének, gitár
- Maurice Gibb – ének, gitár, billentyűs hangszerek, basszusgitár
- Robin Gibb – ének
- Alan Kendall – gitár
- Clem Cattini – dob
- stúdiózenekar Bill Shepherd vezényletével
- hangmérnök – Mike Claydon, Damon Lyon-Shaw, Richard Manwaring, Andy Knight

## A lemez dalai
- Sea Of Smiling Faces (Barry, Robin és Maurice Gibb) (1972), stereo 3:07, ének: Barry Gibb, Robin Gibb
- Please Don't Turn Out The Lights (Barry, Robin és Maurice Gibb) (1972), stereo 1:59, ének: Barry Gibb, Robin Gibb

## Top 10 helyezés
A kislemez dalaiból nem született Top 10 helyezés

## A kislemez megjelenése országonként
- Japán: Polydor DP-1887